# Robert Williams (acteur)
Pour les articles homonymes, voir Robert Williams et Williams.
Robert Williams est un acteur américain de théâtre et du cinéma muet né le 15 septembre 1894 à Morganton, Caroline du Nord aux États-Unis, décédé le 3 novembre 1931 à Hollywood, Los Angeles en Californie.

## Biographie
Né à Morgantown, en Caroline du Nord, Robert Williams est un acteur peu prolifique, il apparaît dans son premier film The Vengeance of Winona, en 1914.
Il épouse la chanteuse Marion Harris en 1921 avec qui il avait un enfant, mais divorce l'année suivante.
En 1922, il a fait ses débuts sur scène à Broadway dans Abie's Irish Rose. Il décroche divers rôle au théâtre et rencontre Alice Lake qu'il épouse en 1924 mais divorce l'année suivante.
Après une nouvelle tentative en 1928, c'est en 1931 qu'il parvient à s'imposer comme acteur au cinéma. Il décroche un rôle dans Rebound d'Edward H. Griffith et un rôle de premier plan dans Devotion. Il est enfin choisi par Frank Capra pour être le partenaire de Loretta Young dans La Blonde platine. 

Ironie du sort, quelques jours avant la sortie du film qui devait consacrer les débuts d'une carrière tardive, il décède d'une péritonite.
Il est enterré au Forest Lawn Memorial Park à Glendale, en Californie.

## Filmographie
- 1914 : The Vengeance of Winona de Frank Montgomery : Kite, un complice de Black Dog
- 1920 : Thoughtless Women de Daniel Carson Goodman : le fils
- 1928 : Two Masters  d'Edmund Lawrence
- 1931 : The Common Law  de Paul L. Stein : Sam
- 1931 : Rebound  de Edward H. Griffith : Johnnie Coles
- 1931 : Devotion de Robert Milton : Norman Harrington
- 1931 : La Blonde platine (Platinum blonde) de Frank Capra : Stew Smith